# CL (cantora)
Lee Chae-rin (hangul: 이채린; hanja: 李彩麟; rr: I Chae-rin; MR: I Ch'ae-rin; nascida em 26 de fevereiro de 1991), mais conhecida como CL (hangul: 씨엘), é uma rapper, cantora, compositora, dançarina, modelo e atriz sul-coreana. Internacionalmente conhecida por ser líder do grupo feminino sul-coreano 2NE1, formado pela YG Entertainment em 2009. Em carreira solo está sob o selo da Very Cherry.
CL lançou seu primeiro single como solista, The Baddest Female, em 2013, conquistando o primeiro lugar no SBS Show. Em 22 de novembro de 2015 foi lançado seu single Hello Bitches. O seu primeiro single lançado nos EUA, Lifted, apareceu no Top 30 do Hip-Hop/Rap do iTunes três horas após o lançamento.

## Biografia

### 1991–2008: Vida e preestreia
CL nasceu em Seul, Coreia do Sul, mas passou a maior parte da infância em Paris, Tsukuba Science City e Tóquio. Aos 14 anos, mudou-se para Paris sozinha onde estudou por dois anos. Ela conseguiu um teste com a YG Entertainment aos 16 anos.
A primeira participação de CL em uma canção foi "Intro" (Hot Issue do BigBang em 2007. A sua primeira participação creditada em uma canção foi em 2008, na canção "DJ" de Uhm Jung Hwa.

### 2009–2016: Estreia com 2NE1

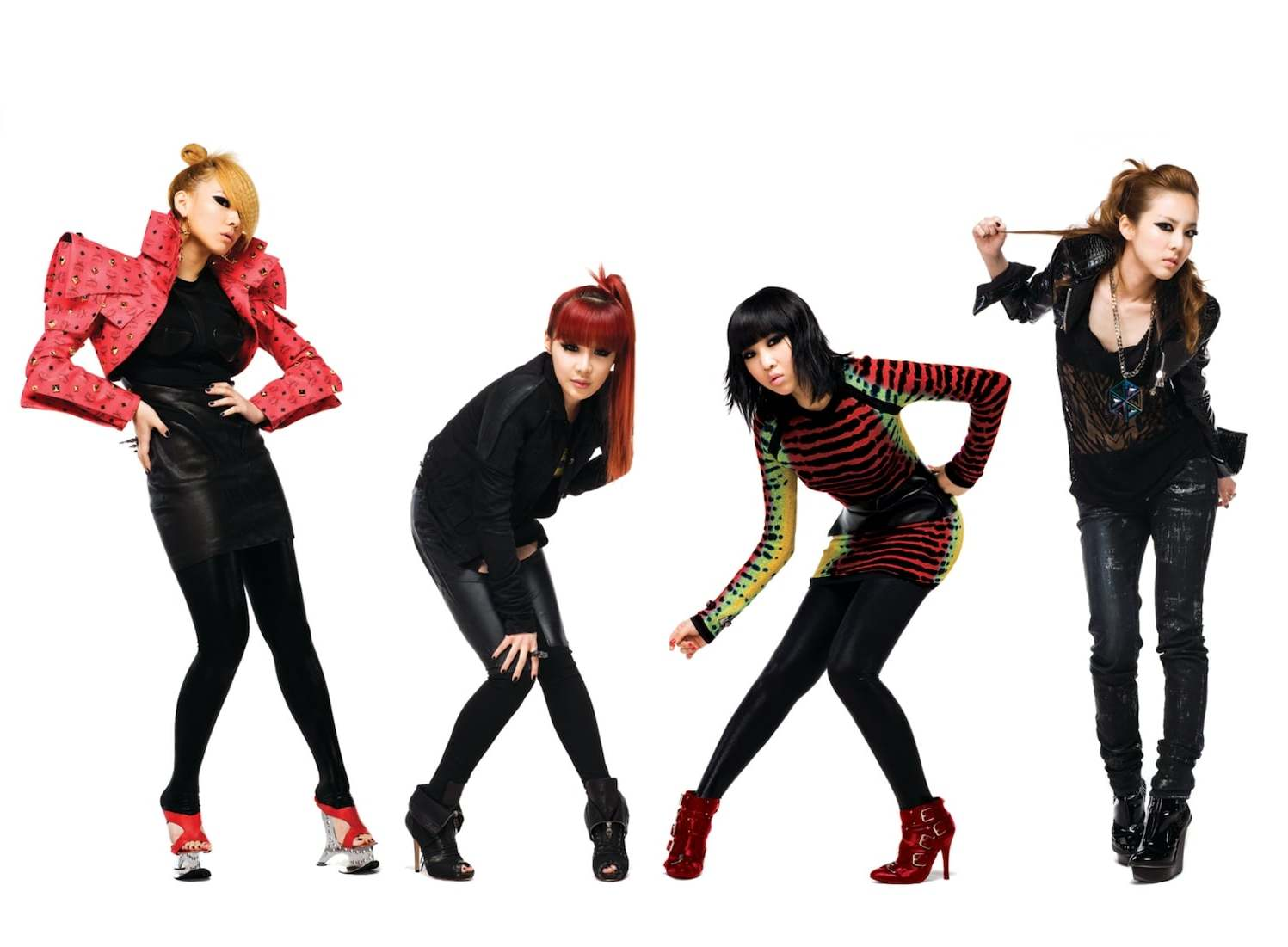
2NE1 é um dos girlgroups mais bem sucedidos da Coreia do Sul e estão entre os poucos que são internacionalmente reconhecidos por críticos da música.

O grupo foi inicialmente apresentado como "21", mas como já existia um cantor com o mesmo nome, foi mudado para "2NE1". Lee Chae-rin assumiu o nome artístico 'CL' e foi colocada como o rapper líder, ao lado de Bom, Dara e Minzy. O grupo colaborou com Big Bang na canção "Lollipop" antes de estrear oficialmente no programa Music Trend da SBS em maio de 2009, com a canção "Fire".
Desde então, 2NE1 lançou dois extended play, 2NE1 (2009) e 2NE1 (2011), e dois álbuns de estúdio, To Anyone (2010) e Crush (2014), além de vários singles. Seu primeiro EP contém o single "I Don't Care", que ganhou o prêmio "Song of the Year" no 2009 Mnet Asian Music Awards, tornando-as o primeiro grupo a ganhar um Daesang no primeiro ano de atuação.
2NE1 publicou o seu primeiro álbum, To Anyone, com múltiplas faixas-título, "Clap Your Hands", "Go Away" e "Can't Nobody", que ocuparam as três primeiras posições em todas as paradas musicais. Venceram vários prêmios, mais notavelmente o "Artista do Ano" e "Álbum do Ano" no MAMA, conquistando quatro dos seis prêmios para que foram nomeadas. Todas as músicas do segundo EP de 2011 chegaram a número um.
O single 'I Am the Best' ganhou-lhes o seu segundo "Artista do Ano" e é amplamente considerada como a sua assinatura e música mais icônica. A canção foi mais tarde usada como a música de fundo num anúncio da Microsoft em 2014. A canção foi relançada como single no mesmo ano e estreou em primeira posição na Billboard's World Digital Songs chart, tornando-as o primeiro e único girl-group a sonseguir esta proeza.
Em 2012–2013, 2NE1 lançou apenas singles, "I Love You" (2012), "Falling in Love" (2013), Do You Love Me (2013) e "Missing You" (2013). Tanto "I Love You" e "Missing You" ganharam o prêmio "Digital Bonsang" no Golden Disk Awards. Em 2014, eles lançaram o segundo álbum de estúdio, Crush, que gerou o single "Come Back Home" e o êxito "Gotta Be You".
O fim do grupo foi oficialmente anunciado em novembro de 2016, altura em que anunciaram a sua música de despedida, "Goodbye" para janeiro de 2017, sem a participação de Minzy.

### 2019 — 2020
Em 8 de novembro de 2019 a YG Entertainment anunciou que CL não renovou o contrato com a empresa. Em dezembro começou a lançar faixas inéditas como seu projeto solo de EP, In the Name of Love.
Em outubro de 2020 lançou os singles "Hwa" e "5 Star". O lançamento do álbum Alpha, programado para 30 de novembro de 2020 foi adiado para o início de 2021.

### 2024 — Atualmente
Em 21 de julho de 2024 foi anunciado através das redes sociais da YG Entertainment que CL, Park Bom, Sandara Park e Minzy retornariam para uma turnê comemorativa de 15 anos do grupo. A turnê global do 2NE1 terá início ainda em outubro, começando pela capital da Coreia do Sul, Seul.
As artistas devem passar por Osaka durante o mês de novembro, Tóquio no mês seguinte e ainda continuar por outras regiões em 2025.
Ainda no vídeo de anúncio, a YG Entertainment também combinou as melhores faixas do grupo com uma mensagem: "Welcome back" (bem-vindas de volta).

## Estilo e influências musicais
CL cita Teddy Park, líder do 1TYM, que produziu grande parte das músicas do 2NE1, como influência e inspiração, além de Madonna, Queen e Lauryn Hill. Sua discografia consiste principalmente de hip hop, dança e estilos eletrônicos, além de integrar uma variedade de outros gêneros. Seu single solo de estreia "The Baddest Female" em 2013 foi caracterizado como "uma massagem do ego barulhenta que canalizou o hip-hop de Atlanta", combinando elementos de techno e dança com a frase de efeito "Now do the unnie". A faixa salta de uma batida de hip-hop para um acúmulo infundido de música eletrônica para a quebra de dubstep durante a ponte. Sua próxima faixa solo, "MTBD", foi incluída como parte do segundo álbum de estúdio do 2NE1, Crush (2014) e fundiu os gêneros de EDM, hip-pop e bubblegum trap em uma batida de bateria tensa, baixo baixo e um som de sintetizador único. A Billboard afirmou que: "A batida estava na moda, mas fresca, empregando colapsos inspirados em armadilhas" e destacou seu "rap feroz e divertido e estilo de canto". A Fuse TV comparou-a aos estilos musicais de DJ Snake "Turn Down for What"  e considerado "MTBD" uma versão atualizada da faixa.
CL continuou a perseguir os estilos hip-hop e eletrônico com o lançamento de "Hello Bitches" em 2015, que apresentava instrumentações de sintetizadores, uma linha de baixo pesada e uma forte batida de hip-hop trap como eixo principal. Seu single em inglês "Lifted" de 2016 marcou sua entrada na fusão do reggae, e foi caracterizado como uma faixa de hip-hop tropical relativamente minimamente alegre. Após um período de inatividade, CL lançou o projeto EP In the Name of Love em dezembro de 2019. Com seis faixas, a Billboard observou que o EP "[compartilha] um pouco de si mesma e de seu passado, por meio de suas melodias reflexivas." Estilisticamente, o álbum explora uma variedade de gêneros musicais, de R&B a rap e dança tropical. Em outubro de 2020, CL lançou a faixa "Hwa", que faz referência à flor nacional da Coreia do Sul. A Rolling Stone comentou que "as proezas de rap de CL estão em plena exibição", enquanto ela monta uma "linha de baixo estrondosa e armadilhas rápidas". A canção reflete sua individualidade, referenciando temas de fogo, riqueza, flor e mudança. Na faixa "5 Star", ela contrasta os estilos de "Hwa" com suas letras cheias de amor e canaliza uma vibração mais pop.

## Discografia

### EP's
| Título              | Detalhes | Melhor posição |
| ------------------- | --- | -------------- |
| In The Name Of Love | - Lançamento: 17 de dezembro de 2019 - Formato: Download Digital - Faixa Titulo:"+DONE161201+"(faixa de maior sucesso)" | 25 (KOR)       |

### Álbuns
| Título | Detalhes                                                                                        | Melhor posição |
| ------ | ----------------------------------------------------------------------------------------------- | -------------- |
| ALPHA  | - Lançamento: 20 de outubro de 2021 - Formato:Físico e Download Digital - Faixa Titulo: "SPICY" | 16 (KOR)       |

### Singles
| Canção                                                 | Ano  | Melhor posição | Melhor Posição | Álbum                       |
| Canção                                                 | Ano  | KOR            | US World       | Álbum                       |
| ------------------------------------------------------ | ---- | -------------- | -------------- | --------------------------- |
| "Please Don't Go" (com Minzy)                          | 2009 | 6              | —              | To Anyone                   |
| "The Baddest Female"                                   | 2013 | 4              | 52             | sem álbum                   |
| "MTBD (Mental Breakdown)"                              | 2014 | 15             | —              | Crush                       |
| "Hello Bitches"                                        | 2015 | 21             | 43             | sem álbum                   |
| "Lifted"                                               | 2016 | —              | 30             | sem álbum                   |
| +DONE161201+                                           | 2019 | 25             | 11             | In The Name Of Love         |
| +REWIND170205+                                         | 2019 | —              | 52             | In The Name Of Love         |
| +PARADOX171115+                                        | 2019 | —              | 1              | In The Name Of Love         |
| +I QUIT180327+                                         | 2019 | —              | 6              | In The Name Of Love         |
| +ONE AND ONLY180228+                                   | 2019 | —              | 13             | In The Name Of Love         |
| +THNX190519+                                           | 2019 | —              | 16             | In The Name Of Love         |
| +H₩A+                                                  | 2020 | —              | —              | Alpha                       |
| +5 STAR+                                               | 2020 | —              | —              | Alpha                       |
| "Wish You Were Here"                                   | 2021 | —              | —              | Alpha                       |
| "SPICY"                                                | 2021 | —              | 17             | Alpha                       |
| "Lover Like Me"                                        | 2021 | —              |                | Alpha                       |
| "Tie a Cherry"                                         | 2021 |                |                | Alpha                       |
| "Let It"                                               | 2021 |                |                | Alpha                       |
| "Chuck"                                                | 2021 |                |                | Alpha                       |
| Participações                                          |      |                |                |                             |
| "Hot Issue" (BigBang feat. CL)                         | 2007 | —              | —              | Hot Issue                   |
| "What" (YMGA feat. YG Family & DJ Wreckx)              | 2008 | —              | —              | sem álbum                   |
| "DJ" (Uhm Jung Hwa feat. CL)                           | 2008 | —              | —              | D.I.S.C.O                   |
| "The Leaders" (G-Dragon feat. CL & Teddy)              | 2009 | 38             | —              | Heartbreaker                |
| "Kiss" (Dara feat. CL) (NOLZA ver.)                    | 2009 | 5              | —              | To Anyone                   |
| "Dirty Vibe" (Skrillex with Diplo feat. G-Dragon & CL) | 2014 | —              | —              | Recess                      |
| "Doctor Pepper" (Diplo feat. CL / Riff Raff / OG Maco) | 2015 | —              | —              | sem álbum                   |
| "Daddy" (PSY feat. CL)                                 | 2015 | 1              | —              | Chiljip Psy-da              |
| "DOPENESS" (The Black Eyed Peas feat. CL)              | 2018 |                |                | sem álbum                   |
| Cut It Up (PKCZ feat. CL & afrojack)                   | 2019 | 81             | —              | sem álbum                   |
| No Blueberries (feat. DPR LIVE, CL)                    | 2020 |                |                | Moodswings In To Order      |
| Rosario (Epik High feat. CL, ZICO)                     | 2021 | —              | 45             | Epik High Is Here 上, Pt. 1 |

## Turnês
- Hello Bitches Tour (2016)

## Filmografia

### Cinema
| Ano  | Título                              | Papel        |
| ---- | ----------------------------------- | ------------ |
| 2009 | Girlfriends                         | Participação |
| 2015 | Jeremy Scott: The People's Designer | Ela Mesma    |
| 2018 | 22 Milhas                           | Queen        |

### Televisão
| Ano  | Programa                   | Episódio  | Canal   | Papel     | Observação                   |
| ---- | -------------------------- | --------- | ------- | --------- | ---------------------------- |
| 2009 | 2NE1 TV                    |           | Mnet    | Ela mesma |                              |
| 2009 | Style                      |           | SBS     | Ela mesma | Participação Especial        |
| 2010 | 2NE1 TV 2ª Temporada       |           | Mnet    | Ela mesma |                              |
| 2011 | 2NE1 TV 3ª Temporada       |           | Mnet    | Ela mesma |                              |
| 2011 | Project Runway Korea       |           | OnStyle | Ela mesma | Convidada como júri          |
| 2011 | Ae-Kyung's daughter        |           |         |           |                              |
| 2012 | Cass Light                 |           |         |           |                              |
| 2012 | Strong Heart               | 123 - 124 | SBS     | Ela mesma | Especial YG Family           |
| 2013 | Running Man                | 156       | SBS     | Ela mesma | Todas as membros do 2NE1     |
| 2013 | The Bachelor 18ª Temporada | 04        |         |           |                              |
| 2014 | Running Man                | 195       | SBS     | Ela mesma | Junto á 2NE1, 2PM e Mystic89 |
| 2021 | Dave 2° Temporada          | 01        | FXX     | Ela mesma | Participação Especial        |
| 2021 | Super Band 2               |           | JTBC    | Ela mesma | Produtora                    |
| 2021 | Street Woman Fighter       | 09        | Mnet    | Ela mesma | Participação Especial        |

### Aparições em vídeos musicais
| Ano  | Canção           | Artista |
| ---- | ---------------- | ------- |
| 2016 | Full House(붐벼) | MOBB    |
| 2020 | So Beautiful     | DPR IAN |
| 2023 | Blame It On Set  | Offset  |

## Prêmios e indicações
| Premiação                | Ano  | Categoria                                       | Trabalho             | Resultado |
| ------------------------ | ---- | ----------------------------------------------- | -------------------- | --------- |
| ELLE Style Awards        | 2024 | Woman Of The Year                               | Si mesma             | Venceu    |
| Asia Artist Awards       | 2023 | Prêmio de popularidade de cantora solo feminina | Si mesma             | Indicado  |
| GQ Korea                 | 2022 | Woman of the Year                               | Si mesma             | Venceu    |
| Asia Artist Awards       | 2021 | Prêmio de popularidade de cantora solo feminina | Si mesma             | Venceu    |
| Asian Pop Music Awards   | 2021 | Record of the Year                              | "Lover Like Me"      | Venceu    |
| Asian Pop Music Awards   | 2021 | Top20 Albuns of the Year                        | "ALPHA"              | Venceu    |
| Asian Pop Music Awards   | 2021 | Top20 Songs of the Year                         | "Lover Like Me"      | Venceu    |
| Asian Pop Music Award    | 2021 | Best Producer                                   | Si mesma             | indicado  |
| Asian Pop Music Award    | 2021 | Best Album of the Year                          | "ALPHA"              | Indicado  |
| Asian Pop Music Award    | 2021 | Best Music Video                                | "Tie A Cherry"       | Indicado  |
| Asian Pop Music Award    | 2021 | Best Lyricist                                   | "Wish You Were Here" | Indicado  |
| Asian Pop Music Award    | 2021 | Best Female Artist                              | Si mesma             | Indicado  |
| Mnet Asian Music Awards  | 2021 | Worldwide Fans Choice TOP 10                    | Si mesma             | Indicado  |
| People’s Choice Awards   | 2019 | The Most Inspiring Asian Woman of 2019          | Si mesma             | Venceu    |
| MNET 20's Choice Awards  | 2013 | 20's Style Award                                | Si mesma             | Venceu    |
| MNET Asian Music Awards  | 2013 | Melhor performance de dança (Solo feminino)     | "The Baddest Female" | Venceu    |
| MNET Asian Music Awards  | 2013 | Música do ano                                   | "The Baddest Female" | Indicado  |
| MYX Philippines          | 2013 | Melhor estrela feminina de 2013                 | Si mesma             | Venceu    |
| SBS MTV Best of the Best | 2013 | Melhor artista solo (feminino)                  | Si mesma             | Indicado  |
| Seoul Music Awards       | 2014 | Bonsang Awards                                  | "The Baddest Female" | Indicado  |
| Seoul Music Awards       | 2014 | Prêmio de popularidade                          | "The Baddest Female" | Indicado  |
| Style Icon Awards        | 2014 | Top 10 Style Icons                              | Si mesma             | Indicado  |
| YinYueTai V-Chart Awards | 2014 | Melhor artista feminina (Coreana)               | Si mesma             | Venceu    |